# Cameron Watson
Cameron Watson (Melbourne, 31 maggio 1987) è un ex calciatore australiano, di ruolo centrocampista.

## Palmarès

### Club

#### Competizioni nazionali
- Coppa della Federazione: 1

Bengaluru: 2016-2017